# Циклотридекан
Циклотридекан (Cyclotridecane) — органическое вещество класса циклоалканов. Химическая формула — C13H26.

## Физические свойства
При комнатной температуре — жидкость.
Наиболее выгодной конформацией циклотридекана является неплоский пятиугольник, в котором энергия трансанулярного напряжения составляет около 21 кДж/моль, то есть 1,6 кДж/моль в расчете на одну метиленовую группу.